# الدوري الأوروبي
الدوري الأوروبي أو دوري أوروبا (بالإنجليزية: UEFA Europa league) أو كما كانت تعرف سابقاً كأس الاتحاد الأوروبي (بالإنجليزية: UEFA Cup) هي مسابقة كرة قدم للأندية الأوروبية أنشئت في عام 1971 من قبل الاتحاد الأوروبي لكرة القدم. وهي ثاني أهم بطولة كرة قدم للأندية الأوروبية بعد بطولة دوري أبطال أوروبا. فهذه البطولة ما هي إلا امتداداً لكأس الاتحاد الأوروبي، وتغيير الاسم جاء من باب التسويق التجاري. لكن هذه البطولة هي نفسها كأس المعارض التي تم إلغائها في سنة 1971. وحل محلها بطولة دوري أوروبا، فعلى الرغم أن بطولة كأس المعارض هي نواة نشأة بطولة دوري أوروبا، الاتحاد الأوروبي لكرة القدم، وبالتالي فهي تدخل ضمن قائمة ألقاب الأندية.
حدثت عدة تغييرات أيضاً في تاريخ البطولة، ففي عام 1999، تم إلغاء بطولة كأس الكؤوس الأوروبية (التي كانت تجمع بين أبطال الكؤوس المحلية) و دمجها في بطولة كأس الاتحاد الأوروبي. وفي موسم 2004-05 تم إضافة مرحلة المجموعات قبل مرحلة خروج المغلوب. تكرر مرة أخرى لكن هذه المرة مع بطولة كأس إنترتوتو، التي تم دمجها في عام 2009 مع بطولة كأس الاتحاد الأوروبي، وبهذا أصبحت كل من بطولة كأس الاتحاد الأوروبي وكأس إنترتوتو وكأس الكؤوس الأوروبية مدموجة في بطولة واحدة أطلق عليها دوري أوروبا. نتج عن تلك التغييرات الجذرية، تغيرات كبيرة في نظام البطولة ونظام المجموعات، لتأخذ شكلها الحالي. أيضاً، أقر الاتحاد الأوروبي لكرة القدم، نظاماً ابتداءاً من موسم دوري أوروبا 2015-16 أن يسمح للفائز بلقب البطولة المشاركة مباشرةً في بطولة دوري أبطال أوروبا، وذلك عن طريق خوض مباراة فاصلة في تصفيات البطولة، أو المشاركة مباشرة في دور المجموعات إذا كان الفريق الفائز نفسه قد تأهل للبطولة من خلال نظام الدوري المحلي.
تشارك الأندية في هذه المسابقة بناءاً على نتائجها في البطولات الوطنية ومسابقات الكأس. في النظام الأول للبطولة والذي استمر ل25 سنة الأولى من المسابقة، كانت المباراة النهائية تقام من مواجهتين (ذهاب وإياب)، ولكن في عام 1998 تم تغيير النظام وأصبحت المباراة النهائية تقام على ملعب محايد يتم تحديده من قبل الاتحاد الأوروبي لكرة القدم. من الجدير بالذكر أن أول فريق فاز بلقب البطولة بالنظام القديم هو توتنهام هوتسبير الإنجليزي في عام 1972 عندما تغلب على منافسه وولفرهامبتون واندررز 3-2 في مجموع المباراتين. بينما أول فريق فاز بلقب البطولة بالنظام الحديث هو نادي إنتر ميلان الذي تغلب في عام 1988 على منافسه نادي لاتسيو الإيطالي بنتيجة 3-0، في أول نهائي يقام على أرض محايده وهو ملعب بارك دي برينس بالعاصمة الفرنسية باريس.
خلال تاريخ البطولة، حدث أن يكون طرفا المباراة النهائية من نفس البلد، حدث ذلك في 11 مرة موزعة كالتالي إيطاليا (1990 و 1991 و 1995 و 1998)، إنجلترا (1972 و 2019 و 2025)، إسبانيا (2007 و 2012) و ألمانيا (1980) و البرتغال (2011). فاز باللقب 27 نادياً مختلفاً من 11 دولة، 12 نادي فقط استطاع الفوز باللقب أكثر من مرة. ويُعد نادي إشبيلية الإسباني النادي الأكثر تتويجاً بلقب البطولة برصيد 7 ألقاب. بينما تعتبر الأندية الإسبانية الأكثر حصداً للبطولة برصيد 14 مرة، ثم الأندية الإنجليزية التي حصدت لقب البطولة 10 مرات.
حامل اللقب حالياً هو توتنهام هوتسبير الإنجليزي وذلك بعد فوزه على نادي مانشستر يونايتد الإنجليزي بنتيجة 1–0 في المباراة التي جمعتهما على ملعب سان ماميس في بلباو في موسم 2024–25.

## تاريخ البطولة

### كأس مدن المعارض
مرت هذه البطولة بعدة مراحل تنظيمية وكانت كل مرحلة من تلك المراحل تأخذ مسمى مختلف، تعود جذور المسابقة لعام 1955 وكانت تسمى حينها ببطولة كأس المعارض الأوروبية (غير معترفة فيها أوروبيا) وهي من ابتكار السويسري إرنست ثومن والإيطالي أوتورينو باراسي ورئيس الاتحاد الإنكليزي لكرة القدم آنذاك ستانلي روس. وكانت البطولة كما يدل الاسم تقام على هامش معارض تجارية للترويج لها، وكان أطراف المباريات فرق تمثل الدول المشاركة ضمن المعرض ومن هنا انطلقت المسابقة. أقيمت أول نسخة من كأس المعارض الأوروبية بين أعوام 1955 -1958 وكان أول بطل لها هو نادي برشلونة الإسباني، ثاني البطولات أقيمت بين 1958-1960 وحافظ نادي برشلونة على اللقب، بعد الموسم الثاني أنتظمت البطولة لتقام بشكل سنوي إلى أن تم إلغائها في سنة 1971.

### كأس الاتحاد الأوروبي
في عام 1971 تم إلغاء بطولة كأس المعارض الأوروبية لتستبدل بـكأس الاتحاد الأوروبي والتي أصبحت تنظم من قبل الاتحاد الأوروبي لكرة القدم، واعتبارا من موسم 1971/1972 أصبحت البطولة رسمية، وتغير نظام البطولة وقواعد وشروط المشاركة فيها، وكان نادي توتنهام الإنجليزي أول بطل رسمي للبطولة في الموسم 1971/ 1972.
وفي عام 1999 تم إلغاء بطولة كأس الكؤوس الأوروبية لتدمج مع بطولة كأس الاتحاد الأوروبي، واستمر الحال كما هو لمدة 10 سنوات.

### الدوري الأوروبي الحالي
وفي عام 2009 أقدم الاتحاد الأوروبي لكرة القدم على تغييرات جذرية في نظام البطولة، فتم إلغاء بطولة كأس إنترتوتو والتي تشارك فيها الأندية الاتحادات التي تحتل مرتبة متأخرة في التصنيف الأوروبي، ودمجت مع كأس الاتحاد الأوروبي، ليصبح اسمها الدوري الأوروبي، مع تغيير العديد من القوانين والشروط منها إضافة دور المجموعات، وبتوسيع قاعدة المشاركة؛ حيث أصبح يشارك فيها 160 فريقاً أوروبياً ينتمون لـ 53 دولة أوروبية.

## الشعار

2009 - 2018
2021 - 2024
2024 - مستمر

## الكأس

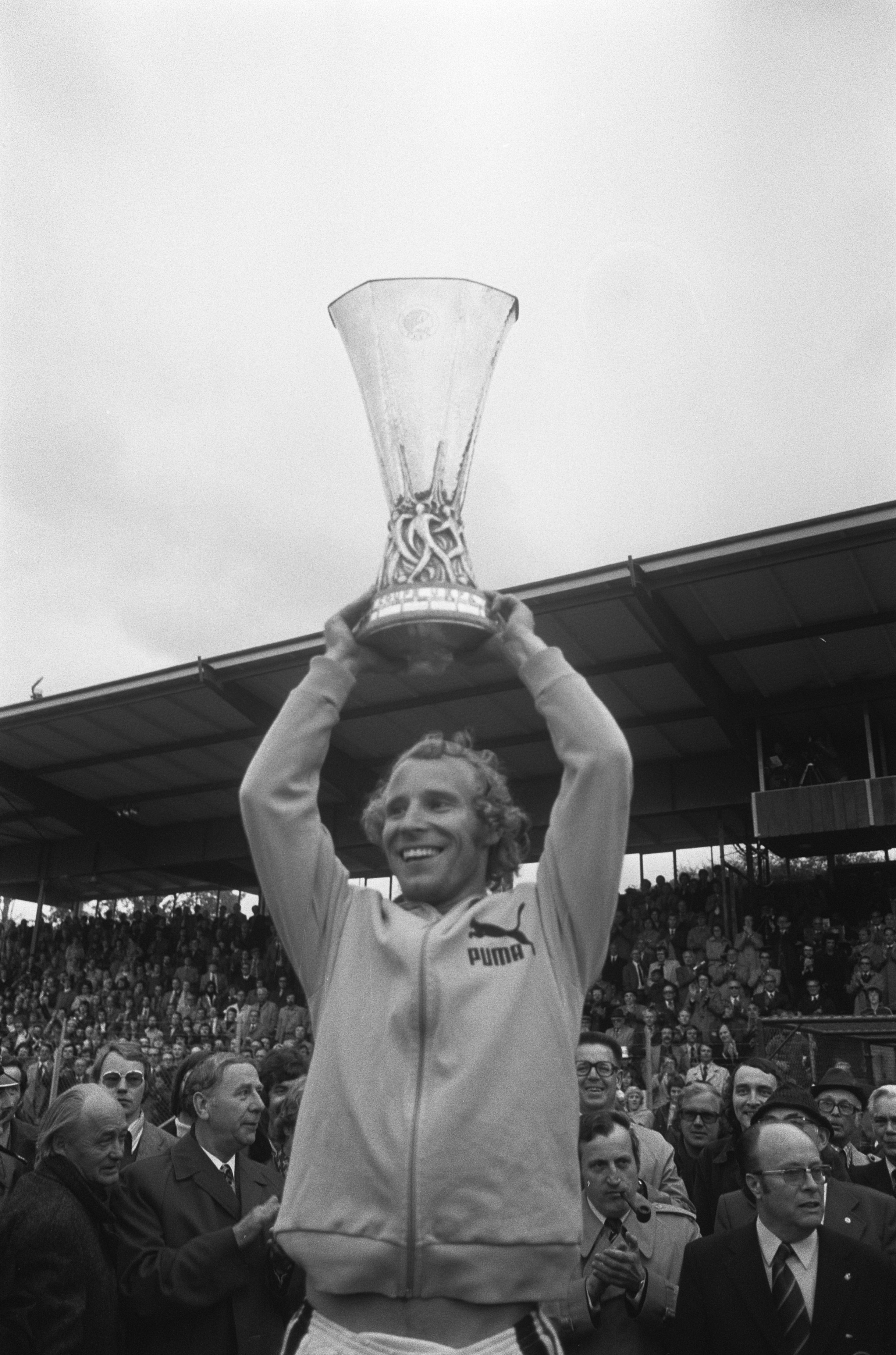
بيرتي فوغتس لاعب بوروسيا مونشنغلادباخ الألماني يرفع كأس الاتحاد الأوروبي موسم 1975

كأس الدوري الأوروبي لكرك القدم، المعروف أيضا باسم "كأس الاتحاد الأوروبي" ، هو الكأس الذي يمنحه الاتحاد الأوروبي لكرة القدم سنويا للنادي الذي يفوز بالدوري الأوروبي. قبل موسم 2009–10، كانت كل من المسابقة والكأس تعرف باسم "كأس الاتحاد الأوروبي".
قبل تغيير اسم المسابقة إلى الدوري الأوروبي في موسم 2009–10، نصت لوائح الاتحاد الأوروبي لكرة القدم على أنه يمكن للنادي الاحتفاظ بالكأس الأصلية لمدة عام قبل إعادتها إلى الاتحاد الأوروبي لكرة القدم. بعد عودته ، يمكن للنادي الاحتفاظ بنسخة طبق الأصل من مقياس أربعة أخماس الكأس الأصلي. عند فوزه بثلاث مرات على التوالي أو فوزه خمس مرات بشكل عام ، يمكن للنادي الاحتفاظ بالكأس بشكل دائم.
بموجب اللوائح الجديدة ، تظل الكأس في حوزة الاتحاد الأوروبي لكرة القدم في جميع الأوقات. يتم منح كأس نسخة طبق الأصل بالحجم الكامل لكل فائز في المسابقة. سيحصل النادي الذي يفوز ثلاث مرات متتالية أو خمس مرات بشكل عام على شارة متعددة الفائزين. اعتبارا من 2016–17، حصل إشبيلية فقط على شرف ارتداء شارة الفائزين المتعددين، بعد أن حقق كلا الإنجازين المطلوبين مسبقا في 2016.
تم تصميم الكأس وصنعها من قبل سيلفيو جازانيجا ، الذي صمم أيضا كأس العالم ، ويعمل مع بيرتوني، لنهائي كأس الاتحاد الأوروبي 1972. يزن 15 كـغ (33 رطل) وهي فضية على قاعدة رخامية صفراء. طوله 67 سنتيمتر (26 بوصة)، يتكون الكأس من قاعدة بها قرصان أونيكس يتم إدخال شريط يحمل أعلام الدول الأعضاء في الاتحاد الأوروبي لكرة القدم. يرمز الجزء السفلي من التمثال إلى لاعبي كرة القدم المنمقين ويعلوه لوح منقوش يدويا.

## النشيد
يتم عزف موسيقي المسابقة (النشيد)، قبل كل مباراة في الدوري الأوروبي في ملعب يستضيف مثل هذا الحدث وقبل كل بث تلفزيوني لمباراة الدوري الأوروبي كعنصر موسيقي في التسلسل الافتتاحي للمسابقة.
قام يوهان تسفيغ بتأليف النشيد الأول للمسابقة وسجلته أوبرا باريس في أوائل عام 2009. تم الكشف عن موضوع مسابقة كأس الاتحاد الأوروبي المعاد تسميتها رسميا لأول مرة في منتدى جريمالدي في 28 أغسطس 2009 قبل قرعة مرحلة المجموعات موسم 2009–10. قام مايكل كادلباخ بتأليف نشيد جديد وتم تسجيله في برلين وتم إطلاقه كجزء من تغيير العلامة التجارية للمسابقة في بداية موسم 2015–16. تم تأليف نشيد جديد تم إنشاؤه بواسطة ماسيف للموسيقى لبدء موسم 2018–19. كما يمكن سماعه في بداية مباريات دوري المؤتمر الأوروبي.

## نظام البطولة

### التأهل
يتأهل المركز الأول والمركز الثاني من كل مجموعة إلى دور الستة عشر ذهاب اياب وبعدها تتأهل الفرق الفائزة إلى الربع نهائي وبعده النصف نهائي

### الخلفية
تم إدخال معامل الاتحاد الأوروبي لكرة القدم في عام 1980، وحتى عام 1999، أعطت عددًا أكبر من المقاعد في كأس الاتحاد الأوروبي للدول الأكثر نجاحًا. ثلاث دول لديها أربعة مراكز، وخمس دول لديها ثلاثة مراكز، وثلاث عشرة دولة لديها مكانين، وإحدى عشرة دولة لديها مكان واحد فقط. منذ عام 1998، تم استخدام نظام مماثل في دوري أبطال أوروبا. قبل عام 1980، تم استخدام معايير الدخول في كأس المعارض الأخيرة.

### النظام القديم (لغاية 2009)
كانت المنافسة تقليديًا عبارة عن بطولة خروج المغلوب. كانت جميع المواجهات ذهاب وعودة، بما في ذلك المباراة النهائية.بدءًا من موسم 1997–98، أصبحت المباراة النهائية مباراة واحدة، لكن جميع المواجهات الأخرى ظلت بنظام الذهاب والإياب.
قبل موسم 2004–05، كانت البطولة تتكون من جولة تأهيلية واحدة، تليها سلسلة من جولات خروج المغلوب. الستة عشر غير المتأهلين من الجولة التأهيلية النهائية لدوري أبطال أوروبا دخلوا في الجولة الأولى المناسبة؛ في وقت لاحق من البطولة، انضم إلى الناجين أصحاب المركز الثالث من مرحلة المجموعات (الأولى) من دوري أبطال أوروبا.
من موسم 2004–05، بدأت المنافسة بجولتين تصفيات خروج المغلوب أقيمتا في يوليو وأغسطس. دخل المشاركون من الاتحادات المصنفة 18 أو أقل إلى الجولة التأهيلية الأولى مع انضمام المشاركين من الاتحادات المصنفة 9-18 إليهم في الجولة التأهيلية الثانية. بالإضافة إلى ذلك، تم حجز ثلاثة مراكز في الجولة التأهيلية الأولى للفائزين بـ تصنيف اللعب النظيف للاتحاد الأوروبي (حتى 2015–16)، وأحد عشر مكانًا في الجولة التأهيلية الثانية للفائزين بـ كأس إنترتوتو.
ثم انضم الفائزون في جولات التصفيات إلى فرق الاتحادات المصنفة من 1 إلى 13 في الجولة الأولى. بالإضافة إلى ذلك، انضم أيضًا غير المتأهلين في الجولة التأهيلية الثالثة لدوري أبطال أوروبا إلى المنافسة في هذه المرحلة جنبًا إلى جنب مع حامل اللقب الحالي (ما لم يكونوا قد تأهلوا لدوري أبطال أوروبا عبر الدوري الوطني الخاص بهم)، ليصبح المجموع 80 فريقًا. في الجولة الأولى.

### التغييرات (من 2009–2018)
تم إقرار هذا النظام في عامي 2009-2010 من قبل الاتحاد الأوروبي لكرة القدم حيث قام بإلغاء مسابقة الإنترتوتو التي كانت تقام خلال أشهر الصيف وتشارك فيها الأندية التي تنتمي للاتحادات التي تحتل مرتبة متأخرة في التصنيف الأوروبي، من أجل تصعيد ناديين فقط للمشاركة في كأس الاتحاد الأوروبي، أما الآن فمع تدشين بطولة «يوروبا ليغ» تم إلغاء مسابقة الإنترتوتو وذلك لأنه قام بتوسيع قاعدة المشاركة في اليوروبا ليغ؛ حيث سيشارك فيها 193 فريقاً أوروبياً ينتمون لـ 55 دولة أوروبية.
وتلعب هذه الفرق ثلاثة أدوار تمهيدية، ثم تتأهل الفرق الفائزة بعد ذلك للدور الرئيسي الأول. يقام الدور الرئيسي الأول بنظام الذهاب والإياب، وتتأهل الفرق الفائزة إلى دور المجموعات الأول، الذي يشارك فيه 48 فريقاً يتم تصفيتهم إلى 32 فريقا تشارك في دور الـ 32 الإقصائي، الذي يقام بنظام الذهاب والإياب. وتتأهل الفرق الفائزة بمجموع مباراتي الذهاب والإياب في دور الـ32 إلى الدور ثمن النهائي وهو أول الأدوار الإقصائية النهائية، وستستمر البطولة بعد ذلك بنظام الأدوار الإقصائية حتى المباراة النهائية
|                                        |                                        | الفرق المشاركة في هذا الدور | الفرق المتأهلة من أدوار أخرى                                                                        |
| -------------------------------------- | -------------------------------------- | --- | --------------------------------------------------------------------------------------------------- |
| الدور التمهيدي الأول (78 فريق)         | الدور التمهيدي الأول (78 فريق)         | يشارك فيه 78 فريقا تتقابل بنظام الذهاب والإياب ليتأهل منها 39 فريقا إلى الدور التمهيدي الثاني علماً بأن هذه الفرق يتم توزيعها كالتالي: - 4 فرق حاصل على الكأس وثاني الدوري في الدول المصنفة 52 و53 - 55 فريق حاصل على الكأس والمراكز الثاني والثالث في الدوري من الدول في المرتبة 33-51 (باستثناء ليختنشتاين الذين لديهم فريق واحد فقط) - 5 فرق حاصلة على المركز الثاني في الدوري من الدول في المرتبة 28-32 - 11 فريق حاصل علي المركز الثالث في الدوري من الدول في المرتبة 22 إلى 32 - أكثر ثلاثة فرق حاصلة على نقاط اللعب النظيف التي يمنحها اليويفا في الموسم المنصرم. | |
| الدور التمهيدي الثاني الثاني (80 فريق) | الدور التمهيدي الثاني الثاني (80 فريق) | يشارك في هذا الدور 80 فريقا تتواجه بنظام الذهاب والإياب ليتأهل منها 40 فريقا إلى الدور التمهيدي الثاني علماً بأن هذه الفرق يتم تجميعها كالتالي: - 5 فرق حاصل على الكأس من الدول المصنفة من 28 إلى 32 - 12 فريق حاصل على الكأس والثاني في الدوري من الدول في المرتبة 22 إلى 27 - 9 فرق هم الحاصل على الكأس والثاني والثالث في الدوري من البلدان في المرتبة 19 إلى 21 - 6 فرق هم الثاني والثالث في الدوري من البلدان في المرتبة 16 إلى 18 - 6 فرق هم الرابع في الدوري من البلدان في المرتبة 10 و 15 - 3 فرق الخامسة في الدوري من البلدان في المرتبة 7-9                    | - 39 فريقا مؤهلا من الدور التمهيدي الأول.                                                           |
| الدور التمهيدي الثالث (58 فريق)        | الدور التمهيدي الثالث (58 فريق)        | يشارك في هذا الدور 58 فريقا تتقابل بنظام الذهاب والإياب ليتأهل منها 29 فريقا إلى جولة المباراة الفاصلة علماً بأن هذه الفرق يتم تجميعها كالتالي: - 3 فرق هم بطل الكأس من البلدان في المرتبة 16 إلى 18 - 6 فرق حاصلة على المركز الثالث في الدوري من البلدان في المرتبة 10 و 15 - 3 فرق حاصلة على المركز الرابع في الدوري من البلدان في المرتبة 7-9 - 3 فرق حاصلة على المركز الخامس في الدوري من البلدان في المرتبة 4-6 (ومنهم الفائز بكأس الدوري في فرنسا) - 3 فرق حاصلة على المركز السادس في الدوري من البلدان في المرتبة 1-3 (ومنهم الفائز بكأس الدوري في لانجلترا)      | - 40 فريقا مؤهلا من الدور التمهيدي الثاني.                                                          |
| جولة المبارة الفاصلة (62 فريق)         | جولة المبارة الفاصلة (62 فريق)         | يشارك في هذا الدور 62 فريقا تتقابل بنظام الذهاب والإياب ليتأهل منها 31 فريقا إلى دوري المجموعات علماً بأن هذه الفرق يتم تجميعها كالتالي: - 6 فرق بطل الكأس من البلدان المصنف 10 إلى 15 - 6 فرق بطل الكأس والثالث في الدوري في البلدان المرتبة 7-9 - 3 فرق حاصلة على المركز الرابع في الدوري في البلدان المرتبة 4-6 - 3 فرق حاصلة على المركز الخامس في الدوري في البلدان المرتبة 1-3 - 15 فريقا خاسرا من الدور التمهيدي الثالث. | - 29 فريقا مؤهلا من الدور التمهيدي الثالث.                                                          |
| دور المجموعات (48 فريق)                | دور المجموعات (48 فريق)                | يشارك في هذا الدور 48 فريقا تتقابل بنظام المجموعات الذهاب والإياب ليتأهل منها 24 فريقا إلى دوري المجموعات علماً بأن هذه الفرق يتم تجميعها كالتالي: - 31 فريقا مؤهلا من جولة المبارة الفاصلة. - 10 فرق الخاسرين من دوري أبطال أوروبا دور المباراة الفاصلة - الفريق حامل اللقب البطولة - 6 فرق الفائز بالكأس في البلدان المرتبة 1-6 | - 31 فريق فائز من الأدوار الإقصائية                                                                 |
| الأدوار الإقصائية (32 فريق)            | الأدوار الإقصائية (32 فريق)            | - 8 فرق الحاصلة على المركز الثالث في دور المجموعات ضمن مسابقة دوري أبطال أوروبا. | - 24 فريق الفرق الحاصلة على المركزين الأول والثاني في المجموعات الـ12 ضمن دوري المجموعات (24 فريق). |

### النظام الحالي (من 2018-19)
|                                 |                                 | الفرق المشاركة في هذا الدور | الفرق المتأهلة من المرحلة السابقة                                                | الفرق المنتقلة من دوري الابطال |
| ------------------------------- | ------------------------------- | --- | -------------------------------------------------------------------------------- | --- |
| الدور التمهيدي (14 فريق)        | الدور التمهيدي (14 فريق)        | يشارك فيه 14 فريقا تتقابل بنظام الذهاب والإياب ليتأهل منها 7 فريقا إلى الدور التمهيدي الأول علماً بأن هذه الفرق يتم توزيعها كالتالي: - 4 فرق حاصل على الكأس في الدول المصنفة51 و55 - 6 فريق حاصل على المراكز الثاني في الدوري من الدول في المرتبة 49-54 - 4 فرق حاصلة على المركز الثالث في الدوري من الدول في المرتبة 48-51 |                                                                                  | |
| مرحلة التصفيات الأولي (94 فريق) | مرحلة التصفيات الأولي (94 فريق) | يشارك في هذا الدور 94 فريقا تتواجه بنظام الذهاب والإياب ليتأهل منها 47 فريقا إلى الدور التمهيدي الثاني علماً بأن هذه الفرق يتم تجميعها كالتالي: - 26 فرق حاصل على الكأس من الدول المصنفة من 26 إلى 51 - 30 فريق حاصل على الثاني في الدوري من الدول في المرتبة 18إلى 48 (باستثناء ليختنشتاين) - 31 فرق هم الحاصل على الثالث في الدوري من البلدان في المرتبة 16إلى 47 (باستثناء ليختنشتاين)                                                                                                   | - 7 فريقا مؤهلا من الدور التمهيدي.                                               | |
| مرحلة التصفيات الثاني           | الأبطال (19 فريق)               | |                                                                                  | - 16 فريق الخاسر من مرحلة التصفيات الأول من دوري الابطال - 3 فريق الخاسر من مرحلة التصفيات التمهدية من دوري الابطال                                                                                    |
| مرحلة التصفيات الثاني           | الرئيسي (74 فريق)               | - 7 فرق هم بطل الكأس من البلدان في المرتبة 19 إلى 25 - 2 فرق حاصلة على المركز الثاني في الدوري من البلدان في المرتبة16 و 17 - 3 فرق حاصلة على المركز الثالث في الدوري من البلدان في المرتبة 13-15 - 9 فرق حاصلة على المركز الرابع في الدوري من البلدان في المرتبة 7-15 - 2 فرق حاصلة على المركز الخامس في الدوري من البلدان في المرتبة 5-6 (ومنهم الفائز بكأس الرابطة الفرنسية) - 4 فرق حاصلة على المركز السادس قي الدوري في البلدان في المرتبة 1-4 (ومنهم الفائز بكأس الرابطة الانحليزية) | - 47 فريقا مؤهلا من مرحلة التصفيات الأولي.                                       | |
| مرحلة التصفيات الثالث           | الأبطال (20 فريق)               | | - 10 فرق مؤهلا من مرحلة التصفيات الثانية (الأبطال)                               | - 10 فرق الخاسرون من مرحلة التصفيات الثانية من دوري الأبطال (الأبطال). |
| مرحلة التصفيات الثالث           | الرئيسى (52 فريق)               | - 6 فرق بطل الكأس من البلدان المصنف 13 إلى 18 - 6 فرق الحاصلة علي الثالث في الدوري في البلدان المرتبة 7-12 - 3 فرق حاصلة على المركز الرابع في الدوري في البلدان المرتبة 4-6 - 1 فرق حاصلة على المركز الرابع في الدوري المرتبة 6 | - 37 فريقا مؤهلا من مرحلة التصفيات الثانية (الرئيسى).                            | - 2 فرق الخاسرون من مرحلة التصفيات الثانية من دوري الابطال (غير الابطال) |
| مرحلة الإقصاء                   | الأبطال (16 فريق)               | | - 10 فرق مؤهلا من مرحلة التصفيات الثالث (الأبطال)                                | - 6 فرق الخاسرون من مرحلة التصفيات الثالث من دوري الأبطال (الأبطال). |
| مرحلة الإقصاء                   | الرئيسى (26 فريق)               | | - 26 فريقا مؤهلا من مرحلة التصفيات الثالث (الرئيسى).                             | |
| دور المجموعات (48 فريق)         | دور المجموعات (48 فريق)         | يشارك في هذا الدور 48 فريقا تتقابل بنظام المجموعات الذهاب والإياب ليتأهل منها 24 فريقا إلى دوري المجموعات علماً بأن هذه الفرق يتم تجميعها كالتالي: - 12 فرق بطل الكاس في بلدان التصنيف 1-12 - 1 فريق صاحب المركز الرابع في بلد التصنيف 5 - 4 فرق صاحبة المركز الحامس من البلدان المرتبة 1-4 | - 8 فريق فائز من مرحلة الاقصاء (أبطال) - 13 فريق فائز من مرحلة الاقصاء (الرئيسي) | - 4 فرق الخاسرون من مرحلة الاقصاء من دوري الأبطال (الأبطال). - 2 فرق الخاسرون من مرحلة الاقصاء من دوري الأبطال (غير الأبطال). - 4 فرق الخاسرون من مرحلة التصفيات الثالث من دوري الأبطال (غير الأبطال). |
| الأدوار الإقصائية (32 فريق)     | الأدوار الإقصائية (32 فريق)     | | - 12 فرق من ابطال المجموعات - 12 فرق وصيف المجموعات                              | - 8 فرق الحاصلة على المركز الثالث في دور المجموعات ضمن مسابقة دوري أبطال أوروبا. |

## الجوائز المالية
على غرار دوري أبطال أوروبا، يتم تقسيم أموال الجائزة التي تتلقاها الأندية إلى مدفوعات ثابتة بناء على المشاركة والنتائج، ومبالغ متغيرة تعتمد على قيمة البث التلفزيوني.
بالنسبة للدوري الأوروبي موسم 2021–22، منحت المشاركة في مرحلة المجموعات في الدوري الأوروبي رسوما أساسية قدرها 3,630,000 يورو. الفوز في المجموعة يدفع 630,000 ألف يورو والتعادل 210,000 ألف يورو، يكسب كل فائز في المجموعة 1,100,000 يورو وكل وصيف 550,000 يورو. يؤدي الوصول إلى مرحلة خروج المغلوب إلى مكافآت إضافية: 500,000 يورو لدور ال 32 ، و 1,200,000 يورو لدور ال 16 ، و 1,800,000 يورو لربع النهائي و 2,800,000 يورو لنصف النهائي. يحصل الخاسرون في المباراة النهائية على 4,600,000 يورو ويحصل الأبطال على 8,600,000 يورو.
- التأهل إلى دور المجموعات: 3,630,000 يورو
- فاز بالمباراة في دور المجموعات: 630,000 يورو
- تعادل المباراة في دور المجموعات: 210,000 يورو
- المركز الأول في دور المجموعات: 1,100,000 يورو
- المركز الثاني في دور المجموعات: 550,000 يورو
- مباريات الأدوار الفاصلة في دور خروج المغلوب: 500,000 يورو
- دور ال16: 1,200,000 يورو
- ربع النهائي: 1,800,000 يورو
- نصف النهائي: 2,800,000 يورو
- الوصيف: 4,600,000 يورو
- البطل: 8,600,000 يورو

## الرعاية
يرعى الدوري الأوروبي سبع شركات متعددة الجنسيات، تشترك في نفس الشركاء مع دوري المؤتمر الأوروبي.
الرعاة الرئيسيون للبطولة من 2021 هم:
- هاينكن الدولية
  - هاينكن – هاينكن 0.0[27] (ما عدا ألبانيا، أذربيجان، البوسنة والهرسك، فرنسا، كازاخستان، كوسوفو، النرويج ، تركيا)
- جاست إيت تاكواي[28]
  - بيسترو (سلوفاكيا فقط)
  - جاست إيت (إسبانيا وأيرلندا وإيطاليا والدنمارك وسويسرا وصربيا وفرنسا وكرواتيا والمملكة المتحدة فقط)
  - ليفيراندو (ألمانيا والنمسا فقط)
  - Grubhub (الولايات المتحدة فقط)
  - SkipTheDishes (كندا فقط)
  - بيزني (بولندا فقط)
  - تاك أواي (بلجيكا وبلغاريا ولوكسمبورغ ورومانيا فقط)
- إطارات هنكوك[29]
  - لوفين
  - إنجلبرت شتراوس[30]
  - إنتربرايس رينت آكار[31]
  - سويس كوتيج[32]
  - بيوين (باستثناء أذربيجان وإسبانيا وألبانيا والبوسنة والهرسك وتركيا وكازاخستان وكوسوفو) [33]
  - إنتين فونداشن
  - Socios.com (الولايات المتحدة فقط)[34]

مولتن هو الراعي الثانوي ويورد كرة المباراة الرسمية. منذ بداية العلامة التجارية للدوري الأوروبي ، استخدمت البطولة اكتنازها الخاص (في ذلك العام ظهرت لأول مرة في دور ال 32) مثل دوري أبطال أوروبا. ظهرت لوحات ليد لأول مرة في نهائي 2012-13 وظهرت في موسم 2015-16 من دور ال 16. في نفس الموسم ، من مرحلة المجموعات ، لا يسمح للفرق بالظهور رعاتهم. ظهرت في موسم 2018–19 لمباريات مختارة في مراحل المجموعات ودور ال 32.
قد ترتدي الأندية الفردية قمصانا عليها إعلانات ، حتى لو تعارض هؤلاء الرعاة مع رعاة الدوري الأوروبي. يسمح برعاييين لكل قميص (بالإضافة إلى الشركة المصنعة للقميص) ، على الصدر و الكم الأيسر. يتم إجراء استثناءات للرعاة غير الربحيين ، والتي يمكن أن يظهر على الجزء الأمامي من القميص ، مدمجة مع الراعي الرئيسي ، أو على الظهر ، إما أسفل رقم الفريق أو بين اسم اللاعب واللياقة.

## السجلات والإحصاءات

### قائمة النهائيات
| الموسم            | البلد           | الفائز               | النتيجة  | الوصيف                     | البلد           | الملعب                             | الحضور       |
| ----------------- | --------------- | -------------------- | -------- | -------------------------- | --------------- | ---------------------------------- | ------------ |
| 1971–72           | إنجلترا         | توتنهام هوتسبر       | 2–1      | وولفرهامبتون واندررز       | إنجلترا         | استاد مولينيو، ولفرهامبتن          | 45,000       |
| 1971–72           | إنجلترا         | توتنهام هوتسبر       | 1–1      | وولفرهامبتون واندررز       | إنجلترا         | وايت هارت لين، لندن                | 54,000       |
| 1972–73           | إنجلترا         | ليفربول              | 3–0      | بوروسيا مونشنغلادباخ       | ألمانيا الغربية | ملعب أنفيلد، ليفربول               | 41,169       |
| 1972–73           | إنجلترا         | ليفربول              | 0–2      | بوروسيا مونشنغلادباخ       | ألمانيا الغربية | بوكيلبيرغ ستاديون، مونشنغلادباخ    | 35,000       |
| 1973–74           | هولندا          | فيينورد              | 2–2      | توتنهام هوتسبر             | إنجلترا         | وايت هارت لين، لندن                | 46,281       |
| 1973–74           | هولندا          | فيينورد              | 2–0      | توتنهام هوتسبر             | إنجلترا         | ملعب دي كويب، روتردام              | 59,000       |
| 1974–75           | ألمانيا الغربية | بوروسيا مونشنغلادباخ | 0–0      | تفينتي أنشخيدة             | هولندا          | ملعب الراين، دوسلدورف              | 42,000       |
| 1974–75           | ألمانيا الغربية | بوروسيا مونشنغلادباخ | 5–1      | تفينتي أنشخيدة             | هولندا          | يولمان ستاديوم، إنسخيده            | 21,000       |
| 1975–76           | إنجلترا         | ليفربول              | 3–2      | كلوب بروج                  | بلجيكا          | ملعب أنفيلد، ليفربول               | 56,000       |
| 1975–76           | إنجلترا         | ليفربول              | 1–1      | كلوب بروج                  | بلجيكا          | ملعب يان بريدل، بروج               | 32,000       |
| 1976–77           | إيطاليا         | يوفنتوس              | 1–0      | أتلتيك بيلباو              | إسبانيا         | ملعب تورينو الأولمبي، تورينو       | 75,000       |
| 1976–77           | إيطاليا         | يوفنتوس              | 1–2      | أتلتيك بيلباو              | إسبانيا         | ملعب سان ماميس، بلباو              | 43,000       |
| 1977–78           | هولندا          | آيندهوفن             | 0–0      | باستيا                     | فرنسا           | ملعب ارمند سيزار، باستيا           | 15,000       |
| 1977–78           | هولندا          | آيندهوفن             | 3–0      | باستيا                     | فرنسا           | ملعب فيليبس، آيندهوفن              | 27,000       |
| 1978–79           | ألمانيا الغربية | بوروسيا مونشنغلادباخ | 1–1      | النحم الأحمر               | يوغوسلافيا      | ملعب النجم الأحمر، بلغراد          | 87,000       |
| 1978–79           | ألمانيا الغربية | بوروسيا مونشنغلادباخ | 1–0      | النجم الأحمر               | يوغوسلافيا      | ملعب الراين، دوسلدورف              | 45,000       |
| 1979–80           | ألمانيا الغربية | آينتراخت فرانكفورت   | 2–3      | بوروسيا مونشنغلادباخ       | ألمانيا الغربية | بوكيلبيرغ ستاديون، مونشنغلادباخ    | 25,000       |
| 1979–80           | ألمانيا الغربية | آينتراخت فرانكفورت   | 1–0      | بوروسيا مونشنغلادباخ       | ألمانيا الغربية | كومرزبانك أرينا، فرانكفورت         | 59,000       |
| 1980–81           | إنجلترا         | إيبسويتش تاون        | 3–0      | إي زد ألكمار               | هولندا          | بورتمان رود، إبسوتش                | 27,532       |
| 1980–81           | إنجلترا         | إيبسويتش تاون        | 2–4      | إي زد ألكمار               | هولندا          | الملعب الأولمبي، أمستردام          | 28,500       |
| 1981–82           | السويد          | غوتيبورغ أتليت       | 1–0      | هامبورغ                    | ألمانيا الغربية | ملعب ألعاب القوى، غوتنبرغ          | 42,548       |
| 1981–82           | السويد          | غوتيبورغ أتليت       | 3–0      | هامبورغ                    | ألمانيا الغربية | ملعب فولكسبارك، هامبورغ            | 60,000       |
| 1982–83           | بلجيكا          | أندرلخت              | 1–0      | بنفيكا                     | البرتغال        | ملعب الملك بودوان، بروكسل          | 55,000       |
| 1982–83           | بلجيكا          | أندرلخت              | 1–1      | بنفيكا                     | البرتغال        | استاد دا لوز، لشبونة               | 80,000       |
| 1983–84           | إنجلترا         | توتنهام هوتسبر       | 1–1      | أندرلخت                    | بلجيكا          | ملعب كونستانت فاندن ستوك، بروكسل   | 40,000       |
| 1983–84           | إنجلترا         | توتنهام هوتسبر       | 1–1*     | أندرلخت                    | بلجيكا          | وايت هارت لين، لندن                | 46,205       |
| 1984–85           | إسبانيا         | ريال مدريد           | 3–0      | فيديوتون                   | المجر           | \|سوستوي ستاديون، سيكشفهيرفار      | 30,000       |
| 1984–85           | إسبانيا         | ريال مدريد           | 0–1      | فيديوتون                   | المجر           | ملعب سانتياغو برنابيو، مدريد       | 90,000       |
| 1985–86           | إسبانيا         | ريال مدريد           | 5–1      | كولن                       | ألمانيا الغربية | ملعب سانتياغو برنابيو، مدريد       | 85,000       |
| 1985–86           | إسبانيا         | ريال مدريد           | 0–2      | كولن                       | ألمانيا الغربية | الملعب الأولمبي، برلين             | 15,000       |
| 1986–87           | السويد          | غوتيبورغ أتليت       | 1–0      | دندي يونايتد               | إسكتلندا        | ملعب ألعاب القوى، غوتنبرغ          | 50,023       |
| 1986–87           | السويد          | غوتيبورغ أتليت       | 1–1      | دندي يونايتد               | إسكتلندا        | تاناديس بارك، دندي                 | 20,911       |
| 1987–88           | ألمانيا الغربية | باير ليفركوزن        | 0–3      | إسبانيول                   | إسبانيا         | ملعـب ساريا، برشلونة               | 42,000       |
| 1987–88           | ألمانيا الغربية | باير ليفركوزن        | 3–0*     | إسبانيول                   | إسبانيا         | باي أرينا، ليفركوزن                | 22,000       |
| 1988–89           | إيطاليا         | نابولي               | 2–1      | شتوتغارت                   | ألمانيا الغربية | ملعب سان باولو، نابولي             | 83,000       |
| 1988–89           | إيطاليا         | نابولي               | 3–3      | شتوتغارت                   | ألمانيا الغربية | ملعب نيكار، شتوتغارت               | 67,000       |
| 1989–90           | إيطاليا         | يوفنتوس              | 3–1      | فيورنتينا                  | إيطاليا         | ملعب تورينو الأولمبي، تورينو       | 45,000       |
| 1989–90           | إيطاليا         | يوفنتوس              | 0–0      | فيورنتينا                  | إيطاليا         | ستاديو بارتينيو، أفيلينو           | 32,000       |
| 1990–91           | إيطاليا         | إنتر ميلان           | 2–0      | روما                       | إيطاليا         | سان سيرو، ميلانو                   | 68,887       |
| 1990–91           | إيطاليا         | إنتر ميلان           | 0–1      | روما                       | إيطاليا         | ملعب أولمبيكو، روما                | 70,901       |
| 1991–92           | هولندا          | أياكس أمستردام       | 2–2      | تورينو                     | إيطاليا         | استاد ديلي ألبي، تورينو            | 65,377       |
| 1991–92           | هولندا          | أياكس أمستردام       | 0–0      | تورينو                     | إيطاليا         | الملعب الأولمبي، أمستردام          | 42,000       |
| 1992–93           | إيطاليا         | يوفنتوس              | 3–1      | بوروسيا دورتموند           | ألمانيا         | الملعب الفيستفالي، دورتموند        | 37,000       |
| 1992–93           | إيطاليا         | يوفنتوس              | 3–0      | بوروسيا دورتموند           | ألمانيا         | استاد ديلي ألبي، تورينو            | 62,781       |
| 1993–94           | إيطاليا         | إنتر ميلان           | 1–0      | أوستريا سالزبورغ           | النمسا          | ملعب إرنست هابل، فيينا             | 47,500       |
| 1993–94           | إيطاليا         | إنتر ميلان           | 1–0      | أوستريا سالزبورغ           | النمسا          | سان سيرو، ميلانو                   | 80,326       |
| 1994–95           | إيطاليا         | بارما                | 1–0      | يوفنتوس                    | إيطاليا         | ملعب إنيو تارديني، بارما           | 22,062       |
| 1994–95           | إيطاليا         | بارما                | 1–1      | يوفنتوس                    | إيطاليا         | سان سيرو، ميلانو                   | 80,754       |
| 1995–96           | ألمانيا         | بايرن ميونخ          | 2–0      | جيروندان بوردو             | فرنسا           | الملعب الأولمبي، ميونخ             | 62,000       |
| 1995–96           | ألمانيا         | بايرن ميونخ          | 3–1      | جيروندان بوردو             | فرنسا           | ملعب شابان–دلماس، بوردو            | 36,000       |
| 1996–97           | ألمانيا         | شالكه 04             | 1–0      | إنتر ميلان                 | إيطاليا         | ملعب بارك شتاديون، غلسنكيرشن       | 56,000       |
| 1996–97           | ألمانيا         | شالكه 04             | 0–1*     | إنتر ميلان                 | إيطاليا         | سان سيرو، ميلانو                   | 83,000       |
| 1997–98           | إيطاليا         | إنتر ميلان           | 3–0      | لاتسيو                     | إيطاليا         | بارك دي برينس، باريس               | 44,412       |
| 1998–99           | إيطاليا         | بارما                | 3–0      | أولمبيك مارسيليا           | فرنسا           | ملعب لوجنيكي، موسكو                | 62,000       |
| 1999–2000         | تركيا           | غلطة سراي **         | 0–0*[A]  | آرسنال **                  | إنجلترا         | ملعب باركن، كوبنهاغن               | 38,919       |
| 2000–01           | إنجلترا         | ليفربول              | 5–4§[B]  | ديبورتيفو ألافيس           | إسبانيا         | الملعب الفيستفالي، دورتموند        | 48,050       |
| 2001–02           | هولندا          | فيينورد **           | 3–2      | بوروسيا دورتموند **        | ألمانيا         | ملعب دي كويب، روتردام              | 45,611       |
| 2002–03           | البرتغال        | بورتو                | 3–2 [C]  | سلتيك **                   | إسكتلندا        | استاد لا كارتوخا، إشبيلية          | 52,972       |
| 2003–04           | إسبانيا         | فالنسيا              | 2–0      | أولمبيك مارسيليا **        | فرنسا           | ملعب ألعاب القوى، غوتنبرغ          | 39,000       |
| 2004–05           | روسيا           | سيسكا موسكو **       | 3–1      | سبورتينغ لشبونة            | البرتغال        | ملعب جوزيه ألفالادي، لشبونة        | 47,085       |
| 2005–06           | إسبانيا         | إشبيلية              | 4–0      | ميدلزبره                   | إنجلترا         | ملعب فيليبس، آيندهوفن              | 33,100       |
| 2006–07           | إسبانيا         | إشبيلية              | 2–2 *[D] | إسبانيول                   | إسبانيا         | هامبدن بارك، غلاسكو                | 47,602       |
| 2007–08           | روسيا           | زينيت سانت بطرسبرغ   | 2–0      | رينجرز **                  | إسكتلندا        | ملعب مدينة مانشستر، مانشستر        | 43,878       |
| 2008–09           | أوكرانيا        | شاختار دونيتسك **    | 2–1 [E]  | فيردر بريمين **            | ألمانيا         | ملعب شكري سراج أوغلو، إسطنبول      | 37,357       |
| 2009–10           | إسبانيا         | أتلتيكو مدريد **     | 2–1[F]   | فولهام                     | إنجلترا         | ملعب فولكسبارك، هامبورغ            | 49,000       |
| 2010–11           | البرتغال        | بورتو                | 1–0      | سبورتينغ براغا **          | البرتغال        | ملعب أفيفا، دبلن                   | 45,391       |
| 2011–12           | إسبانيا         | أتلتيكو مدريد        | 3–0      | أتلتيك بيلباو              | إسبانيا         | الملعب الوطني، بوخارست             | 52,347       |
| 2012–13           | إنجلترا         | تشيلسي **            | 2–1      | بنفيكا **                  | البرتغال        | أمستردام أرينا، أمستردام           | 46,163       |
| 2013–14           | إسبانيا         | إشبيلية              | 0–0*[G]  | بنفيكا **                  | البرتغال        | استاد يوفنتوس، تورينو              | 33,120       |
| 2014–15           | إسبانيا         | إشبيلية              | 3–2      | دنيبرو دنيبروبتروفسكفيكا** | أوكرانيا        | ملعب وارسو الوطني، وارسو           | 45,000       |
| 2015–16           | إسبانيا         | إشبيلية**            | 3–1      | ليفربول                    | إنجلترا         | سانت جاكوب بارك، بازل              | 34,429       |
| 2016–17           | إنجلترا         | مانشستر يونايتد      | 2–0      | أياكس أمستردام**           | هولندا          | فريندز أرينا، ستوكهولم             | 46,961       |
| 2017–18           | إسبانيا         | أتلتيكو مدريد**      | 3–0      | أولمبيك مارسيليا           | فرنسا           | بارك أولمبيك ليون، ليون            | 55,768       |
| 2018–19           | إنجلترا         | تشيلسي               | 4–1      | أرسنال                     | إنجلترا         | ملعب باكو الأولمبي، باكو           | 51,370       |
| 2019–20           | إسبانيا         | إشبيلية              | 3–2      | إنتر ميلان**               | إيطاليا         | ملعب راين إنرجي، كولونيا           | بلا جمهور[h] |
| 2020–21           | إسبانيا         | فياريال              | 1–1*[J]  | مانشستر يونايتد**          | إنجلترا         | ملعب إنيرغا غدانسك، غدانسك         | 9,412        |
| 2021–22           | ألمانيا         | آينتراخت فرانكفورت   | 1–1*[k]  | رينجرز                     | إسكتلندا        | ملعب رامون سانشيز بيزخوان، إشبيلية | 38,842       |
| 2022–23           | إسبانيا         | إشبيلية              | 1–1*[l]  | روما                       | إيطاليا         | بوشكاش أرينا، بودابست              | 61,476       |
| 2023–24           | إيطاليا         | أتلانتا              | 3–0      | باير ليفركوزن              | ألمانيا         | ملعب أفيفا، دبلن                   | 47,135       |
| 2024–25           | إنجلترا         | توتنهام هوتسبير      | 1–0      | مانشستر يونايتد            | إنجلترا         | ملعب سان ماميس، بلباو              |              |
| النهائيات القادمة |                 |                      |          |                            |                 |                                    |              |
| الموسم            | البلد           | الفائز               | النتيجة  | المتأهل                    | البلد           | الملعب                             |              |
| 2025–26           |                 |                      |          |                            |                 | ملعب بشكتاش، إسطنبول               |              |

| علامة الخنجرية | انتهى اللقاء في الوقت الإضافي.  |
| *              | انتهى اللقاء بواسطة ركلات ترجيح |
| §              | انتهى اللقاء بـ الهدف الذهبي.   |

ملاحظات
- (**)  (**) تعني أن الفريق تأهل للدوري الأوروبي بعدما حل ثالثاً بدور المجموعات في دوري أبطال أوروبا.
- a  فاز غلطة سراي بضربات الجزاء (4–2)، بعد انتهاء الوقت الأصلي بالتعادل 0–0.[80]
- b  انتهى الوقت الإضافي بنتيجة 4–4، بعدها سجل ليفربول الهدف الذهبي في الدقيقة 26 من الوقت الإضافي وينتهي اللقاء بنتيجة 5–4.[81]
- c  بعد انتهاء الوقت الأصلي كانت النتيجة 2–2.[82]
- d  فاز اشبيلية بضربات الجزاء (3–1)، بعد انتهاء الوقت الأصلي بالتعادل 2–2.[83]
- e  بعد انتهاء الوقت الأصلي كانت النتيجة 1–1.[84]
- f  بعد انتهاء الوقت الأصلي كانت النتيجة 1–1.[85]
- g  فاز اشبيلية بضربات الجزاء (3–1)، بعد انتهاء الوقت الأصلي بالتعادل 2–2.
- h  سيتم لعب نهائي 2020 خلف الأبواب المغلقة بسبب جائحة فيروس كورونا في أوروبا 2020.[86]}}
- i  من ضمنهم ألمانيا الغربية.
- j  فاز فياريال بضربات الجزاء (11–10)، بعد انتهاء الوقت الأصلي بالتعادل 1–1.
- k  فاز آينتراخت فرانكفورت بضربات الجزاء (5–4)، بعد انتهاء الوقت الأصلي بالتعادل 1–1.
- l  فاز إشبيلية بضربات الجزاء (4–1)، بعد انتهاء الوقت الأصلي بالتعادل 1–1.

## سجل الأبطال
| - 1971–72: توتنهام هوتسبير - 1972–73: ليفربول - 1974–75: فاينورد - 1974–75: بوروسيا مونشنغلادباخ - 1975–76: ليفربول - 1976–77: يوفنتوس - 1977–78: بي إس في آيندهوفن - 1978–79: بوروسيا مونشنغلادباخ - 1979–80: آينتراخت فرانكفورت - 1980–81: إيبسويتش تاون - 1981–82: غوتبورغ - 1982–83: أندرلخت - 1983–84: توتنهام هوتسبير - 1984–85: ريال مدريد - 1985–86: ريال مدريد - 1986–87: غوتبورغ - 1987–88: باير 04 ليفركوزن - 1988–89: نابولي | - 1989–90: يوفنتوس - 1990–91: إنتر ميلان - 1991–92: أياكس أمستردام - 1992–93: يوفنتوس - 1993–94: إنتر ميلان - 1994–95: بارما - 1995–96: بايرن ميونخ - 1996–97: شالكه 04 - 1997–98: إنتر ميلان - 1998–99: بارما - 1999–00: غلطة سراي - 2000–01: ليفربول - 2001–02: فاينورد - 2002–03: بورتو - 2003–04: فالنسيا - 2004–05: سسكا موسكو - 2005–06: إشبيلية - 2006–07: إشبيلية - 2007–08: زينيت سانت بطرسبرغ | - 2008–09: شاختار دونيتسك - 2009–10: أتلتيكو مدريد - 2010–11: بورتو - 2011–12: أتلتيكو مدريد - 2012–13: تشيلسي - 2013–14: إشبيلية - 2014–15: إشبيلية - 2015–16: إشبيلية - 2016–17: مانشستر يونايتد - 2017–18: أتلتيكو مدريد - 2018–19: تشيلسي - 2019–20: إشبيلية - 2020–21: فياريال - 2021–22: آينتراخت فرانكفورت - 2022–23: إشبيلية - 2023–24: أتالانتا - 2024–25: توتنهام هوتسبير |

## الأكثر تتويجًا

### حسب الأندية

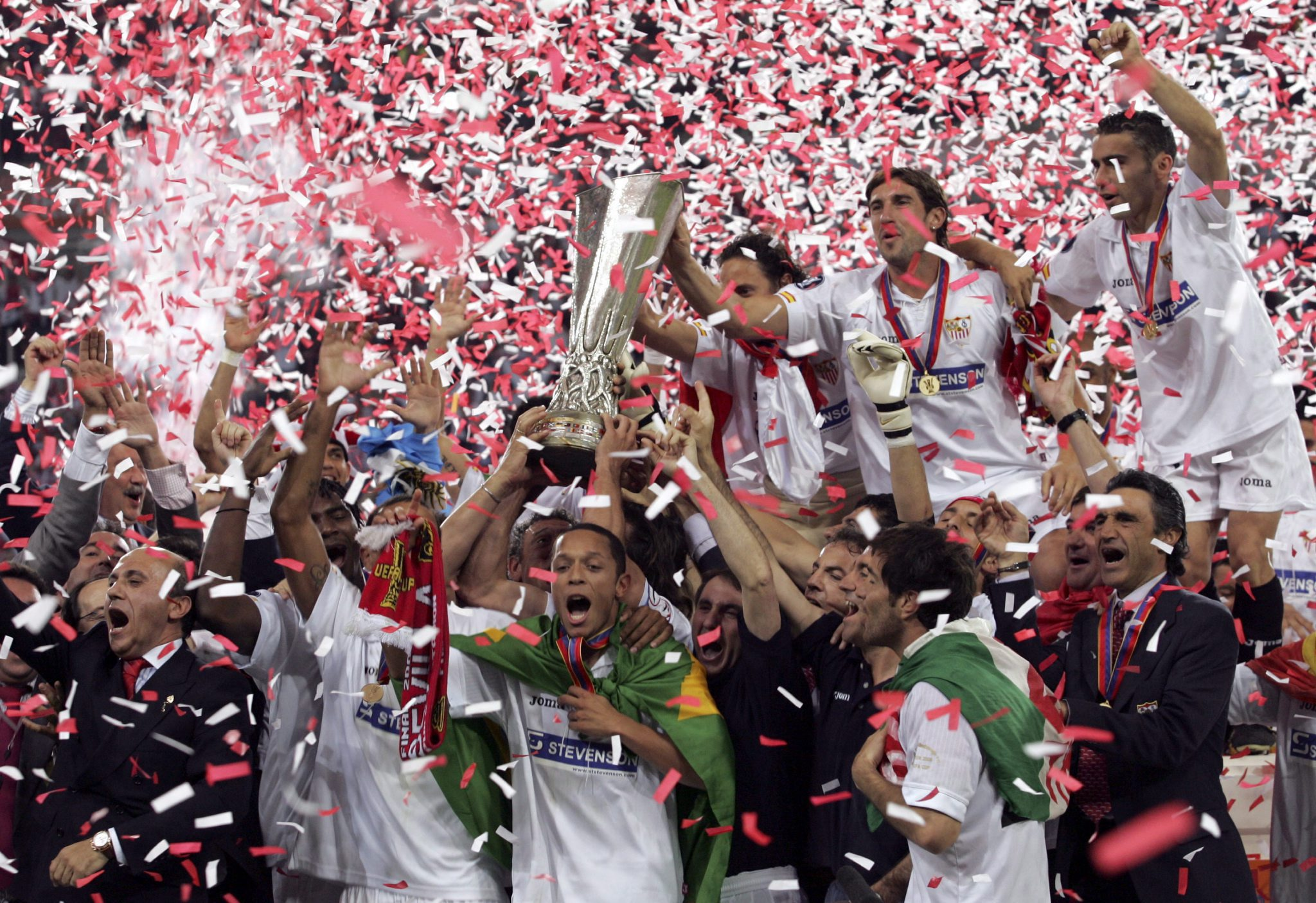
إشبيلية الإسباني هو الأكثر فوزًا بالبطولة بواقع سبعة مرات

| النادي               | عدد الألقاب | مركز الوصيف | سنوات البطولة                            | سنوات الوصافة    |
| -------------------- | ----------- | ----------- | ---------------------------------------- | ---------------- |
| إشبيلية              | 7           | 0           | 2006، 2007، 2014، 2015، 2016، 2020، 2023 | —                |
| إنتر ميلان           | 3           | 2           | 1991، 1994، 1998                         | 1997، 2020       |
| توتنهام هوتسبير      | 3           | 1           | 1972، 1984، 2025                         | 1974             |
| ليفربول              | 3           | 1           | 1973، 1976، 2001                         | 2016             |
| يوفنتوس              | 3           | 1           | 1977,1990,1993                           | 1995             |
| أتلتيكو مدريد        | 3           | 0           | 2010، 2012، 2018                         | —                |
| بوروسيا مونشنغلادباخ | 2           | 2           | 1975، 1979                               | 1973، 1980       |
| فاينورد              | 2           | 0           | 1974، 2002                               | —                |
| غوتيبورغ             | 2           | 0           | 1982، 1987                               | —                |
| ريال مدريد           | 2           | 0           | 1985، 1986                               | —                |
| بارما                | 2           | 0           | 1995، 1999                               | —                |
| بورتو                | 2           | 0           | 2003، 2011                               | —                |
| تشيلسي               | 2           | 0           | 2013, 2019                               | —                |
| آينتراخت فرانكفورت   | 2           | 0           | 1980, 2022                               | —                |
| مانشستر يونايتد      | 1           | 2           | 2017                                     | 2021، 2025       |
| أندرلخت              | 1           | 1           | 1983                                     | 1984             |
| باير ليفركوزن        | 1           | 1           | 1988                                     | 2024             |
| أياكس أمستردام       | 1           | 1           | 1992                                     | 2017             |
| آيندهوفن             | 1           | 0           | 1978                                     | —                |
| إيبسويتش تاون        | 1           | 0           | 1981                                     | —                |
| نابولي               | 1           | 0           | 1989                                     | —                |
| بايرن ميونخ          | 1           | 0           | 1996                                     | —                |
| شالكه 04             | 1           | 0           | 1997                                     | —                |
| غلطة سراي            | 1           | 0           | 2000                                     | —                |
| فالنسيا              | 1           | 0           | 2004                                     | —                |
| سيسكا موسكو          | 1           | 0           | 2005                                     | —                |
| زينيت سانت بطرسبرغ   | 1           | 0           | 2008                                     | —                |
| شاختار دونيتسك       | 1           | 0           | 2009                                     | —                |
| فياريال              | 1           | 0           | 2021                                     | —                |
| أتلانتا              | 1           | 0           | 2024                                     | —                |
| بنفيكا               | 0           | 3           | —                                        | 1983، 2013، 2014 |
| مارسيليا             | 0           | 3           | —                                        | 1999، 2004، 2018 |
| أتلتيك بلباو         | 0           | 2           | —                                        | 1977، 2012       |
| إسبانيول             | 0           | 2           | —                                        | 1988، 2007       |
| روما                 | 0           | 2           | —                                        | 1991، 2023       |
| بوروسيا دورتموند     | 0           | 2           | —                                        | 1993، 2002       |
| أرسنال               | 0           | 2           | —                                        | 2000، 2019       |
| رينجرز               | 0           | 2           | —                                        | 2008، 2022       |
| وولفرهامبتون واندررز | 0           | 1           | —                                        | 1972             |
| تفينتي أنشخيدة       | 0           | 1           | —                                        | 1975             |
| كلوب بروج            | 0           | 1           | —                                        | 1976             |
| باستيا               | 0           | 1           | —                                        | 1978             |
| النجم الأحمر بلغراد  | 0           | 1           | —                                        | 1979             |
| ايه زد               | 0           | 1           | —                                        | 1981             |
| هامبورغ              | 0           | 1           | —                                        | 1982             |
| فيهيرفار             | 0           | 1           | —                                        | 1985             |
| كولن                 | 0           | 1           | —                                        | 1986             |
| دندي يونايتد         | 0           | 1           | —                                        | 1987             |
| شتوتغارت             | 0           | 1           | —                                        | 1989             |
| فيورنتينا            | 0           | 1           | —                                        | 1990             |
| تورينو               | 0           | 1           | —                                        | 1992             |
| ريد بل سالزبورغ      | 0           | 1           | —                                        | 1994             |
| جيروندان بوردو       | 0           | 1           | —                                        | 1996             |
| لاتسيو               | 0           | 1           | —                                        | 1998             |
| ديبورتيفو ألافيس     | 0           | 1           | —                                        | 2001             |
| سلتيك                | 0           | 1           | —                                        | 2003             |
| سبورتينغ لشبونة      | 0           | 1           | —                                        | 2005             |
| ميدلزبره             | 0           | 1           | —                                        | 2006             |
| فيردر بريمن          | 0           | 1           | —                                        | 2009             |
| فولهام               | 0           | 1           | —                                        | 2010             |
| سبورتينغ براغا       | 0           | 1           | —                                        | 2011             |
| دنيبرو دنيبروبتروفسك | 0           | 1           | —                                        | 2015             |

### حسب الدول
| البلد      | مرات البطولة | مرات الوصافة | الأندية الفائزة                                                                                       | الأندية الوصيفة |
| ---------- | ------------ | ------------ | --- | --- |
| إسبانيا    | 14           | 5            | إشبيلية (7)، أتلتيكو مدريد (3)، ريال مدريد (2)، فالنسيا (1)، فياريال (1)                              | أتلتيك بيلباو (2)، إسبانيول (2)، ديبورتيفو ألافيس (1)                                                                      |
| إنجلترا    | 10           | 9            | ليفربول (3)، توتنهام هوتسبير (3)، تشيلسي (2)، إيبسويتش تاون (1)، مانشستر يونايتد (1)                  | أرسنال (2)، مانشستر يونايتد (2)، وولفرهامبتون واندررز (1)، توتنهام هوتسبير (1)، ميدلزبره (1)، فولهام (1)، ليفربول (1)      |
| إيطاليا    | 10           | 8            | إنتر ميلان (3)، يوفنتوس (3)، بارما (2)، نابولي (1)، أتالانتا (1)                                      | إنتر ميلان (2)، روما (2)، يوفنتوس (1)، فيورنتينا (1)، تورينو (1)، لاتسيو (1)                                               |
| ألمانيا    | 7            | 9            | بوروسيا مونشنغلادباخ (2)، آينتراخت فرانكفورت (2)، باير 04 ليفركوزن (1)، بايرن ميونخ (1)، شالكه 04 (1) | بوروسيا مونشنغلادباخ (2)، بوروسيا دورتموند (2)، هامبورغ (1)، كولن (1)، شتوتغارت (1)، فيردر بريمن (1)، باير 04 ليفركوزن (1) |
| هولندا     | 4            | 3            | فاينورد (2)، بي إس في آيندهوفن (1)، أياكس أمستردام (1)                                                | تفينتي أنشخيدة (1)، ايه زد ألكمار (1) أياكس أمستردام (1)                                                                   |
| البرتغال   | 2            | 5            | بورتو (2)                                                                                             | بنفيكا (3)، سبورتينغ براغا (1)، سبورتينغ لشبونة (1)                                                                        |
| السويد     | 2            | 0            | غوتبورغ (2)                                                                                           | — |
| روسيا      | 2            | 0            | سيسكا موسكو (1)، زينيت سانت بطرسبرغ (1)                                                               | — |
| بلجيكا     | 1            | 2            | أندرلخت (1)                                                                                           | كلوب بروج (1)، أندرلخت (1)                                                                                                 |
| أوكرانيا   | 1            | 1            | شاختار دونيتسك (1)                                                                                    | نادي دنيبرو دنيبروبتروفسك (1)                                                                                              |
| تركيا      | 1            | 0            | غلطة سراي (1)                                                                                         | — |
| فرنسا      | 0            | 5            | — | أولمبيك مارسيليا (3)، باستيا (1)، بوردو (1)                                                                                |
| إسكتلندا   | 0            | 4            | — | رينجرز (2)، دندي يونايتد (1)، سلتيك (1)                                                                                    |
| يوغوسلافيا | 0            | 1            | — | النجم الأحمر بلغراد (1) |
| المجر      | 0            | 1            | — | مول فيهرفار (1) |
| النمسا     | 0            | 1            | — | أوستريا زالتسبورغ (1) |

## الجوائز

### أفضل لاعب
بدءاً من نسخة 2016-17 من المسابقة، قدم الاتحاد الأوروبي لكرة القدم جائزة أفضل لاعب في الدوري الأوروبي.
تتكون لجنة الإختيار من مدربي الأندية التي تشارك في مرحلة المجموعات من المسابقة ، إلى جانب 55 صحفيا تختارهم مجموعة وسائل الإعلام الرياضية الأوروبية (ESM) ، واحد من كل اتحاد عضو في الاتحاد الأوروبي لكرة القدم.
الفائزون
| الموسم                       | اللاعب                       | النادي                       |
| أفضل لاعب في الدوري الأوروبي | أفضل لاعب في الدوري الأوروبي | أفضل لاعب في الدوري الأوروبي |
| ---------------------------- | ---------------------------- | ---------------------------- |
| 2016–17                      | بول بوغبا                    | مانشستر يونايتد              |
| 2017–18                      | أنطوان غريزمان               | أتلتيكو مدريد                |
| 2018–19                      | إدين هازارد                  | تشيلسي                       |
| 2019–20                      | روميلو لوكاكو                | إنتر ميلان                   |
| 2020–21                      | جيرارد مورينو                | فياريال                      |
| 2021–22                      | فيليب كوستيتش                | آينتراخت فرانكفورت           |
| 2022–23                      | خيسوس نافاس                  | إشبيلية                      |
| 2023–24                      | بيير إيميريك أوباميانغ       | أولمبيك مارسيليا             |

### أفضل لاعب شاب
بدءاً من نسخة 2021–22 من المسابقة، قدم الاتحاد الأوروبي لكرة القدم جائزة أفضل لاعب شاب في الدوري الأوروبي، والتي اختارتها لجنة المراقبين الفنيين التابعة للاتحاد الأوروبي لكرة القدم.
الفائزون
| الموسم                           | اللاعب                           | النادي                           |
| أفضل لاعب شاب في الدوري الأوروبي | أفضل لاعب شاب في الدوري الأوروبي | أفضل لاعب شاب في الدوري الأوروبي |
| -------------------------------- | -------------------------------- | -------------------------------- |
| 2021–22                          | أنسغار كناوف                     | آينتراخت فرانكفورت               |
| 2022–23                          | فلوريان فيرتز                    | باير ليفركوزن                    |
| 2022–23                          | فلوريان فيرتز                    | باير ليفركوزن                    |

## وصلات خارجية
- الموقع الرسمي